# Géus-d'Arzacq
Géus-d'Arzacq là một commune tỉnh Pyrénées-Atlantiques, thuộc vùng Nouvelle-Aquitaine, tây nam nước Pháp.